# Christoph Hellemans
Christoph Hellemans (28 februari 1992) is een Belgisch korfballer.

## Levensloop
Hellemans werd actief in het korfbal bij Sparta Ranst. Op 16-jarige leeftijd maakte hij de overstap naar Boeckenberg. Vanaf het seizoen 2014-'15 maakte hij de overstap naar Voorwaarts. In 2019-20 kwam hij uit voor Borgerhout/Groen-Wit, maar keerde vanaf 2021-22 terug naar Voorwaarts.
In het beachkorfbal behaalde hij met het Belgisch nationaal team brons op het wereldkampioenschap van 2022.